# Artabana
Artabana ist eine Solidargemeinschaft zur Gesundheitsvorsorge und Nothilfekonzept in Ergänzung zu Krankenkassen und privaten Versicherungsunternehmen beziehungsweise Privaten Krankenversicherungen, das 1987 in der Schweiz initiiert wurde und seit 1999 in Deutschland existiert. Artabana versteht sich als Solidargemeinschaft zur Absicherung im Krankheitsfall und bezweckt auf der Grundlage von Eigenverantwortung, Selbstbestimmung und Solidarität die Schaffung von rechtlichen und wirtschaftlichen Rahmenbedingungen, die eine individuelle und persönliche Gesundheitspflege sowie die freie Wahl und Durchführung eines individuellen Gesundungsweges ermöglichen. Artabana will an einem neuen, ganzheitlichen Verständnis bei der Verwirklichung von sozialer Sicherheit arbeiten.
Namenspatron von Artabana ist Artaban, nach einer Legende der „Vierte Weise“ neben den Drei Königen. (Siehe u. a. die Geschichte von Henry van Dyke, einem amerikanischen Schriftsteller, „The Other Wise Man“ (dtsch.: Der Vierte Weise).) Artabana bezeichnet sich selbst als politisch, weltanschaulich und religiös neutral. Die Artabana Deutschland e. V. (AD e. V.) Geschäftsstelle befindet sich in Ostercappeln (Niedersachsen).
Bisher besteht noch keine allgemein anerkannte Gleichstellung mit gesetzlichen Krankenversicherungen. Siehe hierzu: Rechtlicher Status
Ähnliche Solidargemeinschaften stellen die 1997 gegründete Samarita Solidargemeinschaft, die 2013 gegründete Solidago und die Freiburger Solidarkunst dar.

## Geschichte
Der Grundimpuls für die Absicherung in Solidargemeinschaften geht zurück bis in die Zeit der mittelalterlichen Zünfte, der Gesellenbruderschaften und der aus ihnen entstandenen genossenschaftlichen Selbsthilfe. Eine weitere Station der heutigen Solidargemeinschaften waren die berufsständischen Unterstützungskassen, die sich in den 1920er- und 1930er-Jahren gründeten. Auch wenn die geschichtlichen Wurzeln der Grundidee von Solidargemeinschaften weit zurückreichen: Als Modell mit den heute gelebten Wirkmechanismen wurde ARTABANA 1987 in der Schweiz von einer Gruppe anthroposophisch gebildeter Menschen aus der Erfahrung von gelungener Nachbarschaftshilfe heraus entwickelt. Impulsgebend war, dass nach einem Hausbrand gegenseitige, nachbarschaftliche Hilfe wirksamer getragen hatte als ein Rechtsanspruch gegenüber der Versicherung. In Deutschland engagierte sich seit den 1970er-Jahren der Verein Gesundheitskasse e. V. (VGK) für die Gründung einer Kasse für ganzheitliche und alternative Heilmethoden sowie für den Aufbau einer Datenbank mit Wissen über alternative und naturheilkundliche Heilweisen. Auf diese Weise sollte unter anderem ein Beitrag zur Kostenersparnis im Gesundheitswesen erzielt werden. Im Jahr 1999 kamen beide Initiativen in Kontakt, und es entstand eine Synergie aus beiden Modellen: Zum einen das bewusste Bestreben nach einer gesunden Lebensführung und das Wissen um alternative Heilweisen, zum anderen eine ideelle Grundlage und ein Finanzkonzept. Die erste Gesundheits-Sicherungs-Gemeinschaft (GSG) wurde gegründet. Im Jahr 2001 gründete sich die ARTABANA Deutschland Solidargemeinschaft e. V. als deutschlandweiter Zusammenschluss von Artabana-Gemeinschaften.

## Organisation
Soziologisch betrachtet bildet Artabana ein soziales Netzwerk, getragen von ehrenamtlichem, bürgerschaftlichem Engagement. Die Organisation ist geprägt durch dezentrale, subsidiäre Strukturen auf lokaler, regionaler und nationaler Ebene. Entscheidungen werden grundsätzlich im Konsens oder zumindest mit einer qualifizierten Mehrheit von 75 % getroffen. Lokale Gemeinschaften bestehen aus mindestens 5 bis etwa 30 Mitgliedern, die als e. V., als n.e. V. oder als GbR organisiert sind. Diese lokalen Gemeinschaften sind zu regionalen Gemeinschaften (Bündnisse) zusammengeschlossen, wobei diese aus zwischen drei und ca. 20 Gemeinschaften bestehen. Regionale Bündnisse bilden das soziale Netz zwischen den lokalen Gruppen. Die meisten lokalen Gemeinschaften sind national Mitglieder im Artabana Deutschland AD e. V., einige Gemeinschaften sind nicht dem AD e. V. angeschlossen. Insgesamt gibt es über 200 lokale Gemeinschaften (davon 163 im AD e. V.) und 23 Regionen.

## Menschenbild
Artabana-Mitglieder gehen davon aus, dass jeder Mensch ein Individuum ist und auch individuell gesund bleibt oder erkrankt. Jeder Mensch soll seinen eigenen Weg zur Gesundheit suchen und gehen können. Daher gestehen sich die Mitglieder gegenseitig die individuelle Entscheidungsfreiheit und Verantwortungsfähigkeit in den Fragen der Gesundheitspflege und Krankheitsbewältigung zu, auch in finanzieller Hinsicht. Artabana-Mitglieder üben sich mit jedem Entscheidungsprozess in ihrer Mündigkeit, in der Verantwortung für sich selbst und für die Gemeinschaft gleichermaßen.

## Mitgliedschaft
Es gibt keine Altersgrenzen und keine gesundheitlichen Ausschlusskriterien. Wichtig für eine Aufnahme ist, dass die Menschen zueinander passen – wie gute Nachbarn. Wenn nach mehreren Treffen eine tragfähige Vertrauensbasis für beide Seiten entstanden ist, können Interessenten ihre Aufnahme beantragen. Über die Aufnahme entscheidet die lokale Gemeinschaft. In Deutschland waren 2012 rund "[...] ein Viertel der Mitglieder ergänzend in einer regulären Krankenversicherung". Weil Begegnung und lebendige Erfahrung wichtig sind, entstehen neue Artabana-Gruppen zumeist durch Teilung einer bestehenden Gruppe. Wie natürliche Zellen teilen sich gelegentlich größere Gemeinschaften und bilden aus sich heraus neue Gemeinschaften, auch um wieder neue Mitglieder aufnehmen zu können. Mit Begleitung einer Patengemeinschaft können auch neue Gemeinschaften gegründet werden. Dazu bedarf es mindestens 5 Menschen. Die Anfangsrisiken werden von den bestehenden Gemeinschaften mitgetragen.

## Einlagen
Die Mitglieder haben Finanzautonomie, d. h. die volle Entscheidungskraft und Verantwortung über die finanziellen Einlagen und deren Verwendung. Sie legen ihre monatliche Einlage einmal im Jahr neu fest, wobei sich diese zusammensetzt aus den für sie selbst zu erwartenden Ausgaben für Gesundheitsvorsorge und Krankheitsbewältigung sowie einem zusätzlichen Betrag für den lokalen Solidarfonds sowie nationalen Nothilfefonds.

## Leistungsumfang
Es gilt freie Therapiewahl. Alle Mitglieder genießen im Krankheitsfall faktisch mindestens eine Basisabsicherung, die in Art und Umfang mit der der gesetzlichen Krankenversicherung (GKV) nach SGB V Kapitel 3 vergleichbar ist. Insbesondere können auch alternative Heilmethoden finanziert werden, die von den gesetzlichen und privaten Krankenkassen in der Regel nicht erstattet werden. Einen Rechtsanspruch auf Bezahlung gibt es jedoch nicht. Stattdessen manifestiert sich die Verbindlichkeit der Solidaritätsleistungen in einer jährlich aktualisierten Solidarzusage der lokalen Gemeinschaft und dem Solidarversprechen der einzelnen Mitglieder, einer Art mündlichem Vertrag. Die für den Notfall z. B. bei Großschäden in den Satzungen verankerte Verbindlichkeit reicht bis hin zur finanziellen Nachschussverpflichtung lokaler Gemeinschaften untereinander. Es existiert kein Leistungskatalog, der die Kostenerstattung reglementiert. Der konkrete Umfang der Solidaritätsleistungen wird bestimmt durch den lebendigen und wohlwollenden Dialog der Mitglieder untereinander, durch die individuelle und fallbezogene Balance zwischen der Eigenverantwortung bzw. dem Eigenbeitrag entsprechend dem Leistungsvermögen der Mitglieder auf der einen Seite und andererseits der Solidarverantwortung der Gemeinschaft bzw. deren Solidarbeitrag zur Unterstützung. Für drei Viertel der Mitglieder stellt Artabana die einzige Absicherung im Krankheitsfall dar.

## Kostenerstattung
Im Krankheitsfall oder bei der Gesundheitsvorsorge sind Artabana-Mitglieder Selbstzahler. Sie wählen ihre Therapie- und Behandlungsform selbst, können Gebühren und Honorare mit Ärzten und Therapeuten frei verhandeln und bekommen eine Rechnung. Dies gilt auch für die Behandlung in Kliniken und Sanatorien.
Falls die zur Krankheitsbewältigung erforderlichen Beträge aufgrund unvorhergesehener Ereignisse (Unfall, plötzliche Erkrankung, Pflegebedürftigkeit) die dafür projektierten, individuellen Einlagen übersteigen, kann der Solidarfonds (ohne Rechtsanspruch) in Anspruch genommen werden.

## Rücklagen und Entwicklung
Die Pro-Kopf-Rücklagen von Artabana steigen stetig (jährlich +10 %), die jährlichen Leistungen pro Kopf sind konstant mit einer üblichen Schwankungsbreite. Die Mitgliederzahlen sind in den letzten 3 Jahren im Durchschnitt um mehr als 20 % gestiegen. Die Einnahmen (Solidareinlagen + Verwaltungsbeiträge) aller Gemeinschaften betrugen im Jahr 2010 1,8 Mio. €, die Hilfeleistungen 1,5 Mio., die Rücklagen 2,55 Mio. € (Stand: 31. Dezember 2010). Die Sicherheitsmittel von Artabana reichen laut dem jährlich erstellten Aktuarsgutachten (Aktuar = Öffentlich bestellter und vereidigter versicherungsmathematischer Sachverständiger) aus, um auch statistisch größtmögliche Kosten abzudecken. Sie betragen "... Ende 2010 ca. 240 % der Mittel, wie für die Absicherung von Extremschäden erforderlich – das heißt solcher Schadensummen, wie sie für die Ende 2010 vorhandene Anzahl Personen bei Artabana nur alle 5.000 Jahre zu erwarten sind."

## Wirkmechanismen
Der interdisziplinär arbeitende Wirtschaftswissenschaftler Mancur Olson (Soziologie und Politikwissenschaft) kommt zu dem Schluss, „daß in vielen Fällen kleine Gruppen wirksamer und lebensfähiger sind als große.“ Diese Erkenntnis bestätigen die Artabana-Gemeinschaften. Zu den wesentlichen Wirkmechanismen gehören dabei die Begegnung von Menschen und die dadurch entstehende Verbundenheit miteinander – wie bei guten Nachbarn, die sich dann unterstützen, wenn der Einzelne in einer Not überfordert ist.

## Rechtlicher Status
Es wurde noch nicht entschieden, welchen rechtlichen Status Solidargemeinschaften einnehmen. Nach § 5 Abs. 1 Nr. 13 des Fünften Buches Sozialgesetzbuch (SGB V) ist jemand versicherungsfrei, wenn ein "anderweitiger Anspruch auf Absicherung im Krankheitsfall" besteht. Die Positionen der Spitzenverbände der Krankenkassen (GKV, PKV), des Bundesministerium für Gesundheit (BMG) und des Bundesministeriums der Justiz (BMJ) sowie die einzelnen Parteien sind uneinheitlich. Nach Ansicht der Spitzenverbände der Krankenkassen beschreiben die Statuten des AD e. V. das für die Mitglieder bestehende Leistungsspektrum nur unzureichend. Es würden nur allgemeine Grundsätze formuliert, die eine generelle Versorgung bei Bedarf, basierend auf einer Einzelfallentscheidung, gewährleisten sollen. Konkrete Leistungsbeschreibungen, wie sie das Fünfte Buch des SGB für die gesetzliche Krankenversicherung vorsieht, würden fehlen. Ferner sei in Frage zu stellen, ob und inwieweit die Versorgung bei sog. „Großschadensfällen“ dauerhaft sichergestellt werden könne, so dass "ein Rückgriff auf Fürsorge oder gesetzlicher bzw. privater Krankenversicherung nicht notwendig wird". Deshalb ist Artabana Deutschland nach Meinung der Spitzenverbände der Krankenkassen keine "anderweitige Absicherung im Krankheitsfall", da die Mitglieder nicht nur nicht einen rechtlichen Anspruch, sondern auch keinen faktischen Anspruch auf Absicherung im Krankheitsfall, der dauerhaft erfüllbar ist, hätten.
Ähnlich urteilte 2009 auch das Sozialgericht Landshut. Es verneinte die Krankenversicherung in der Artabana als rechtlich gültigen Ersatz für den Krankenversicherungsschutz einer GKV. Das Gericht lehnte einen Antrag auf Anordnung einer aufschiebenden Wirkung der Klage gegen einen GKV-Bescheid ab, "da nach Überzeugung des Gerichts diese Mitgliedschaft keinen anderweitigen Anspruch auf Absicherung im Krankheitsfall begründet gemäß § 190 Abs. 13 Satz 1 Nr. 1 SGB V.".
Gegen das Urteil wurde keine Berufung eingelegt.
Die Artabana Deutschland Solidargemeinschaft e. V. sieht sich selbst als eine aufsichtsfreie Unterstützungseinrichtung gemäß § 1 Abs. 3 Ziff. 1 Versicherungsaufsichtsgesetz (VAG). Ein Rechtsgutachten vom 5. Juni 2009 durch Eckart Stevens-Bartol, Vorsitzender Richter am Bayerischen Landessozialgericht a. D., bestätige, dass sie ihren Mitgliedern eine anderweitige Absicherung im Krankheitsfall gemäß § 5 Abs. 1 Nr. 13 SGB V bzw. § 193 Abs. 3 Nr. 2 VVG biete.